# William Colt MacDonald
Pour les articles homonymes, voir William Macdonald.
Allan William Colt MacDonald, né le 2 décembre 1891 et mort le 27 mars 1968, est un écrivain américain spécialisé dans le genre western. Sa série de romans contant les aventures des Three Mesquiteers a été adaptée en une série de films entre 1936 et 1943.

## Biographie
Allan William Colt MacDonald est né à Détroit, dans le Michigan, le 2 décembre 1891.
Il est un écrivain prolifique. Il écrit de nombreux récits pour des feuilletons dans des pulps magazines, ainsi que sous forme de romans, sous le nom de plume William Colt MacDonald.
En 1929, il écrit le roman Restless Guns mettant en scène une aventure avec un duo de cow-boys, Tucson Smith et Stony Brooke. En 1932, l'écrivain Eugene Cunningham (en) publie Riders of the Night dans lequel il surnomme un trio de cow-boys, les Three Mesquiteers. L'année suivante, MacDonald sort Law of the .45's. Pour celui-ci, influencé par Cunningham, il reprend Smith et Brooke de Restless Guns et transforme le duo en trio en créant le personnage de Lullaby Joslin. Le trio d'aventuriers sera alors les personnages principaux d'une longue série de romans d'aventures.

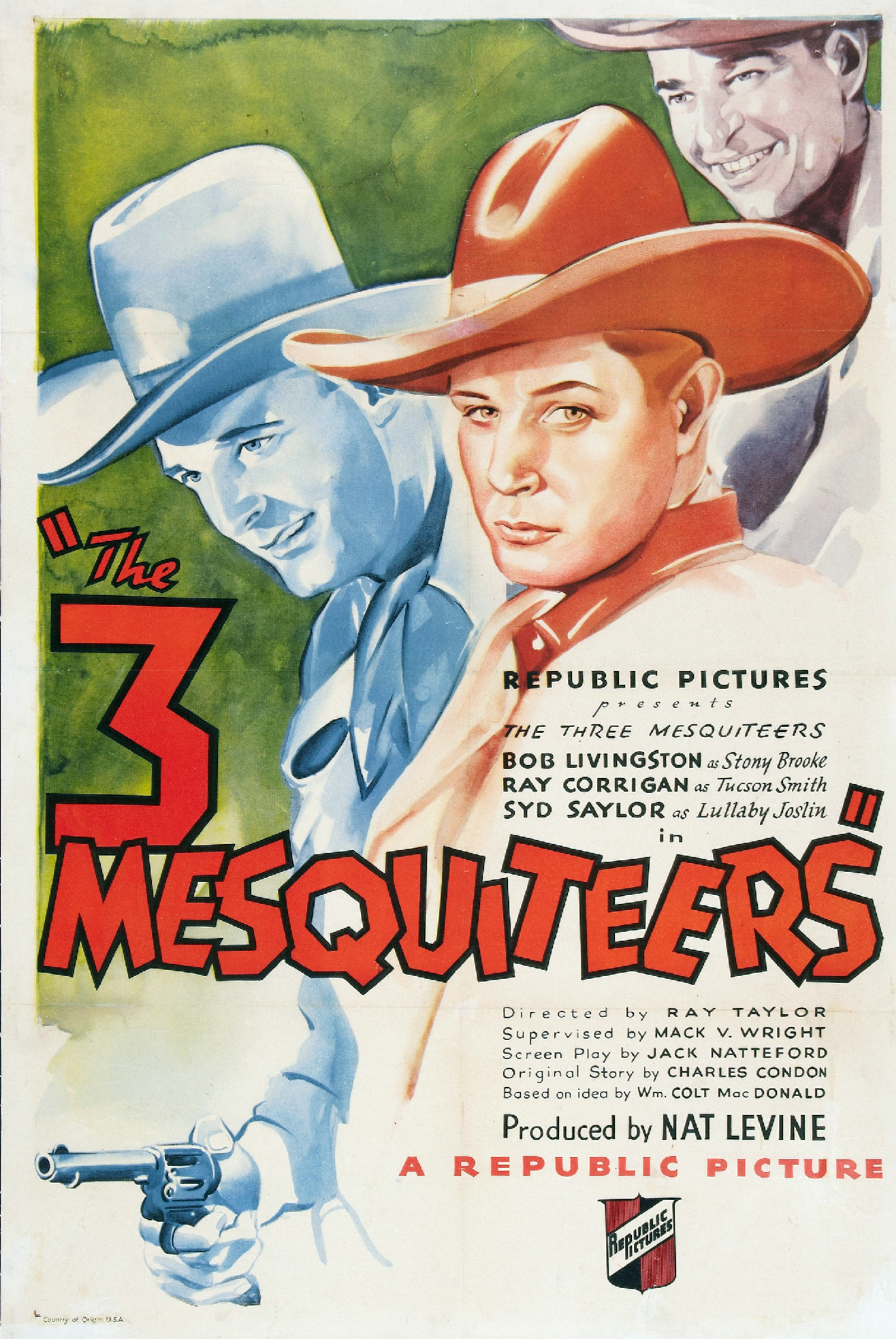
Affiche du film The 3 Mesquiteers, premier film d'une série de 51, adapté des romans de MacDonald.

En 1935, deux de ses romans sont adaptés au cinéma. Le premier, The Law of the 45's (en), est produit par Normandy Pictures. Smith et Brooke sont les seuls personnages repris, joués par Al St. John et Guinn Williams. Dans Powdersmoke Range (en), produit par RKO Pictures, les trois personnages sont repris. Stony Brooke est joué par Hoot Gibson, Tucson Smith par Harry Carey et Lullaby Joslin par « Big Boy » Williams.
Entre 1936 et 1943, Republic Pictures sort une série de films The Three Mesquiteers, reprenant les personnages de MacDonald et adaptant plusieurs de ses romans. Parmi les 51 films de la série, huit ont John Wayne dans le rôle de Stony Brooke entre 1938 et 1939.
William Colt MacDonald meurt le 27 mars 1968 au Lake County Hospital de Lakeport. Il a été incinéré.

### Vie privée
MacDonald est marié à Elizabeth MacDonald et a un fils.

## Œuvres
- (en) Gun Country, 1929
- (en) Restless Guns, Chelsea house, 1929
- (en) Rustler's Paradise, 1932
- (en) Law of the .45's, 1933
- (en) Powdersmoke Range, 1934
- (en) Riders of the Whistling Skull, 1934
- (en) King of Crazy River, 1934
- (en) Ghost-Town Gold, 1935
- (en) The Town That God Forgot, 1935
- (en) The Red Rider of Smoky Range, 1935
- (en) Roaring Lead, 1935
- (en) California Gunman, 1936
- (en) Bullets for Buckaroos, 1936
- (en) Sleepy Horse Range, 1938
- (en) Six-Gun Melody, 1939
- (en) Six-Shooter Showdown, 1939
- (en) The Phantom Pass, 1940
- (en) The Riddle of Ramrod Ridge, 1942
- (en) Boomtown Buccaneers, 1942
- (en) The Vanishing Gun-Slinger, 1943
- Le cavalier fantôme, Dupuis, 1966 ((en) The Shadow Rider, 1943), trad. José Noiret, 168 p.
- (en) Cartridge Carnival, 1945
- (en) The Crimson Quirt, 1949
- (en) Thunderbird Trail, 1949
- (en) The Deputy of Carabina, 1949
- (en) Stir Up the Dust, 1950
- (en) Ambush at Scorpion Valley, 1950
- (en) Dead Man's Gold, 1950
- (en) Sombrero, 1952
- (en) Three-notch Cameron, 1952
- Fouet contre colt, Robert Laffont, 1952 ((en) The Killer Brand, 1952), trad. S. Recoing, 254 p.
- (en) Cow Thief, 1953
- (en) Peaceful Jenkins, 1953
- (en) Showdown Trail, 1953
- (en) Blind Cartridges, 1953
- (en) Ranger Man, 1954
- (en) Law and Order Unlimited, 1955
- (en) Lightning Swift, 1955
- (en) The Range Kid, 1955
- (en) The Black Sombrero, 1956
- (en) Flaming Lead, 1956
- (en) Hellgate, 1956
- (en) The Mad Marshal, 1958
- (en) Ridin' Through, 1958
- (en) Blackguard, 1959
- Le sceau du crime, Dupuis, 1967 ((en) Gun Branders, 1962), trad. P. Van de Putte
- (en) Trouble Shooter, 1962
- (en) Guns Between Suns, 1963
- (en) Battle at Three Cross, 1963
- (en) Incident at Horcado City, 1964
- (en) The Gloved Saskia, 1965
- (en) Shoot Him on Sight, 1966
- (en) Fugitive from Fear, 1968
- (en) West of Yesterday, 1968